# Amtrak
Amtrak é a empresa estatal federal de transporte ferroviário de passageiros dos Estados Unidos, com sede na capital americana. O nome oficial da empresa é National Railroad Passenger Corporation e a sua sigla surge a partir da junção das palavras "American" e "track", sugerindo assim a ideia de "carril americano".
A Amtrak opera uma rede ferroviária nacional que serve a mais de 500 destinos, em 46 estados da federação, através de  33 800 quilômetros de trilhos, com mais de 20 000 funcionários. Três rotas atendem o Canadá, servindo metrópoles como Montreal, Toronto e Vancouver, além de destinos intermediários.
A empresa surgiu como uma resposta do governo dos EUA ao declínio do transporte ferroviário de passageiros entre 1920 e 1970 e consequente desinteresse das empresas particulares pelo setor. Desde que iniciou as suas operações, em 1 de maio de 1971, a Amtrak perdeu US$ 29 bilhões, e continua a ser deficitária. Anualmente, recebe recursos da ordem de US$ 1 bilhão para se manter funcionado.
Em 2011, a Amtrak obteve receita de US$ 2,71 bilhões e teve despesa de aproximadamente US$ 3,95 bilhões, cobrindo 79% dos seus custos operacionais. Foram transportados cerca de 30,2 milhões de passageiros nesse ano, resultando em uma média diária de 82.000 passageiros.

## Histórico
As origens da Amtrak remontam a um período de declínio ocorrido entre 1920 e 1970 nos Estados Unidos, no qual as empresas ferroviárias privadas atuantes no setor diminuíam gradualmente as rotas e frequências que atendiam ao transporte de passageiros. Em 1970, como resposta a esse declínio, o congresso americano e o presidente à época, Richard Nixon criaram a Amtrak, a qual iniciou suas operações em 1 de maio de 1971. As 20 companhias ferroviárias privadas que juntaram-se para a formação da Amtrak foram:
| - Atchison, Topeka and Santa Fe Railway - Baltimore and Ohio Railroad - Burlington Northern Railroad - Central of Georgia Railway - Chesapeake and Ohio Railway - Chicago, Milwaukee, St. Paul and Pacific Railroad - Chicago and North Western Railway - Delaware and Hudson Railway - Grand Trunk Western Railroad - Gulf, Mobile and Ohio Railroad | - Illinois Central Railroad - Louisville and Nashville Railroad - Missouri Pacific Railroad - Norfolk and Western Railway - Northwestern Pacific Railroad - Penn Central Transportation - Richmond, Fredericksburg and Potomac Railroad - Seaboard Coast Line Railroad - Southern Pacific Railroad - Union Pacific Railroad |

Cada uma delas constribuiu com seus vagões e locomotivas, bem como com capital financeiro para a nova entidade governamental. Como contrapartida, essas companhias privadas receberam do governo a permissão para encerrar suas atividades de transporte de passageiros que estas, até então, eram contratualmente obrigadas a manter.
Praticamente todos os envolvidos na criação da empresa previam que esta teria pouco tempo de vida. O governo Nixon enxergava essa experiência como um meio de transparecer à opinião pública uma boa vontade do governo em implementar um ressurgimento das ferrovias de passageiros. Com o esfriamento do interesse público no assunto após a implementação da Amtrak, a empresa também poderia aos poucos desaparecer. Os envolvidos na criação da empresa também esperavam que a intervenção governamental no transporte ferroviário viesse a ser breve, como consequência de uma possível lucratividade da empresa. No entanto, até hoje isto não acontece. Apesar disso, as pressões populares e a alta demanda por esse tipo de transporte vêm mantendo a Amtrak como empresa pública e não-lucrativa.

### Subsídios
Atualmente, para além do financiamento federal de suas operações, a Amtrak opera rotas em 15 estados total ou parcialmente subsidiadas com verba estadual, geralmente na forma de dotações legislativas direcionadas tanto para melhorias na infraestrutura quanto para a manutenção do serviço propriamente dita. Segundo estimativas da própria empresa, os serviços financiados subsidiariamente pelos governos estaduais são responsáveis por  metade do volume anual de passageiros da rede Amtrak.

## Rotas

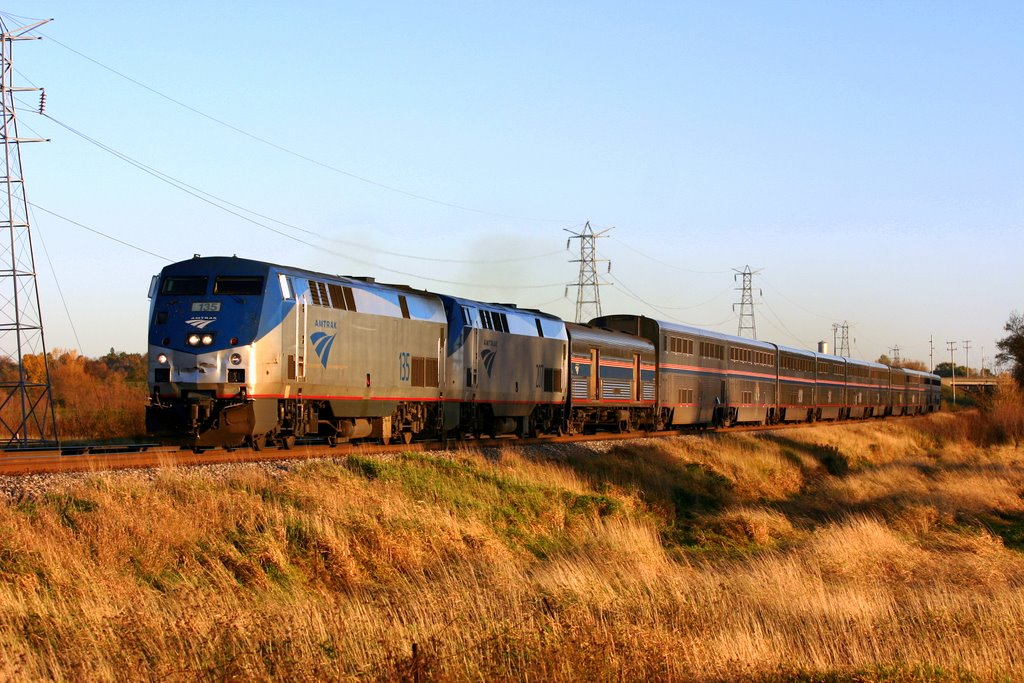
Comboio da rota Empire Builder cruzando o estado do Wisconsin.

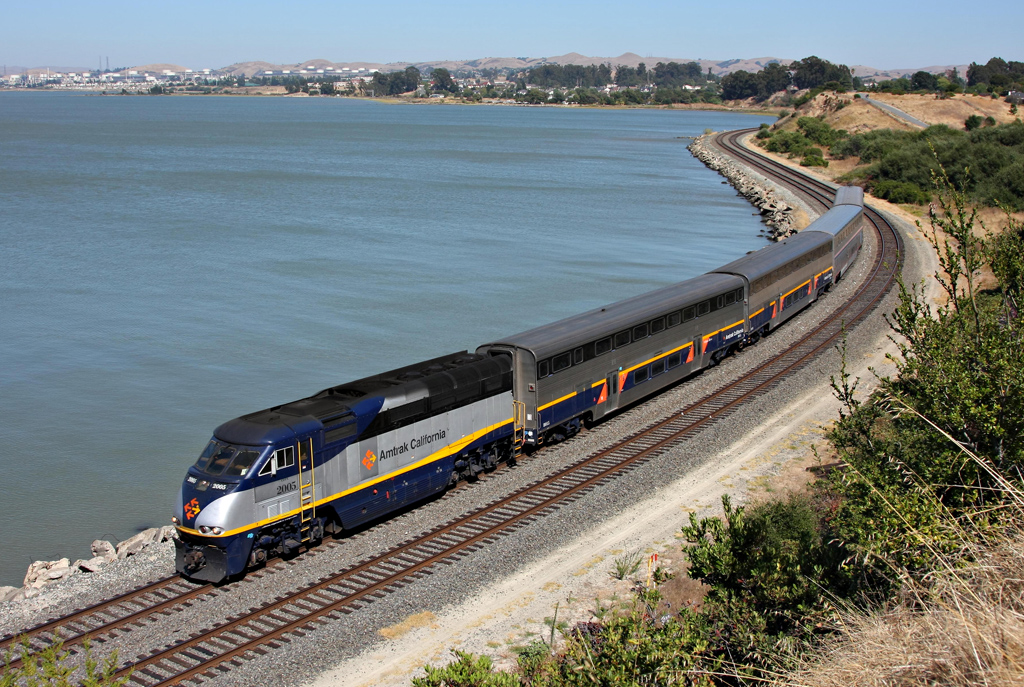
Comboio na rota Capitol Corridor com a programação visual característica da Amtrak California, denominação referente às rotas subsidiadas pela Caltrans, empresa estatal de transportes do Estado da Califórnia.

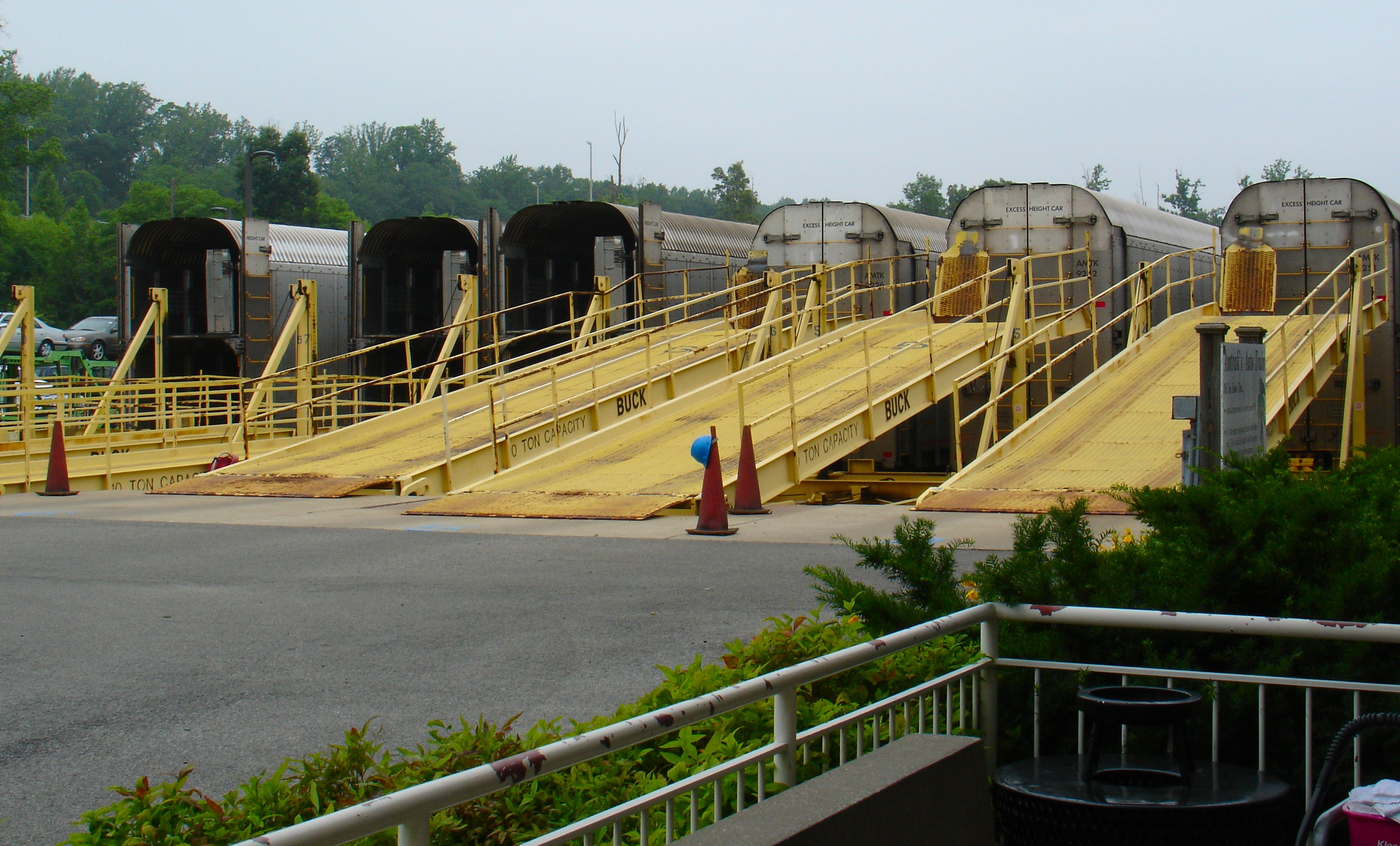
Vagões destinados ao transporte de veículos na rota Auto Train, com as rampas de acesso em primeiro plano

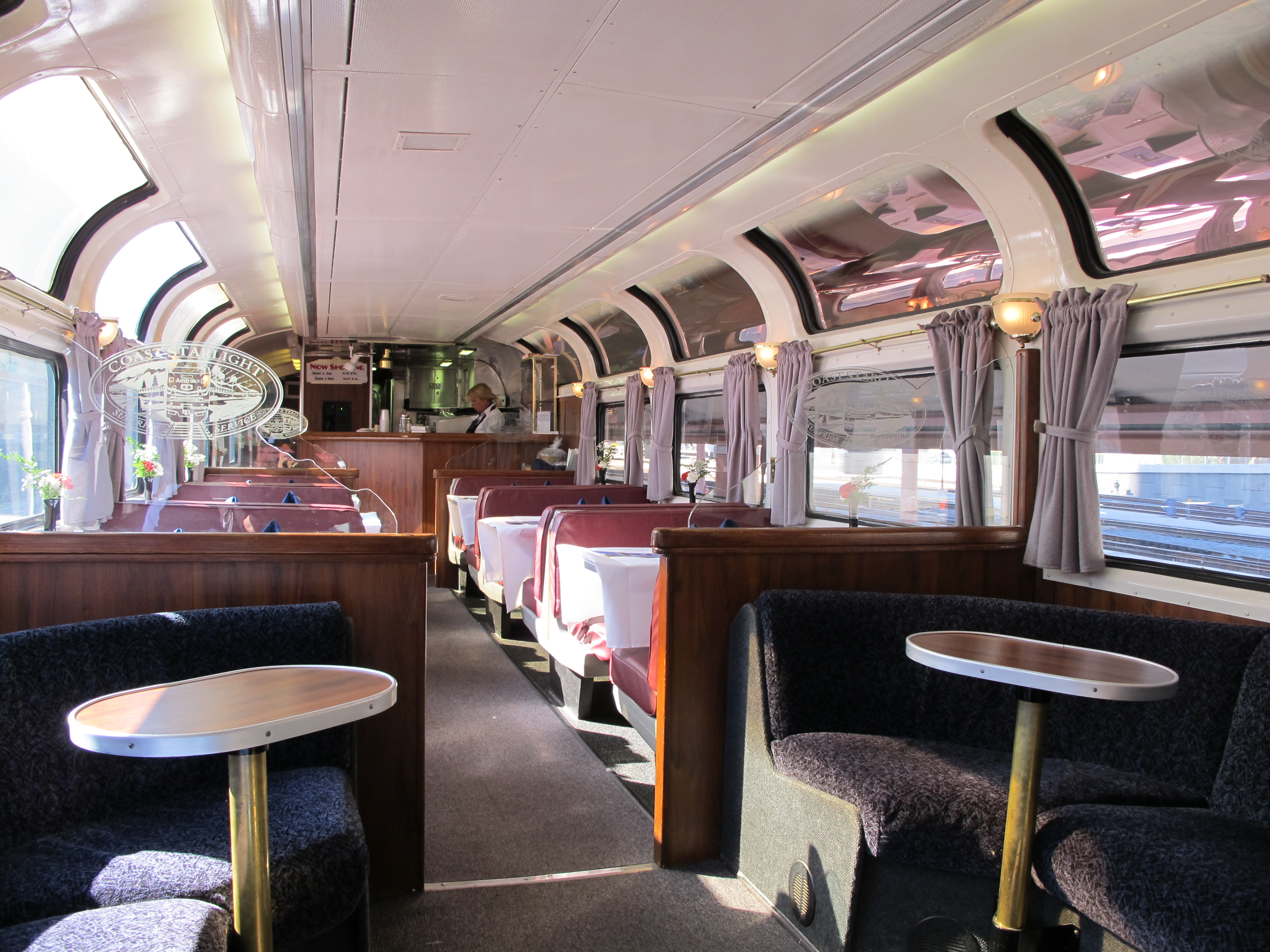
Interior do vagão Pacific Parlour na rota Coast Starlight

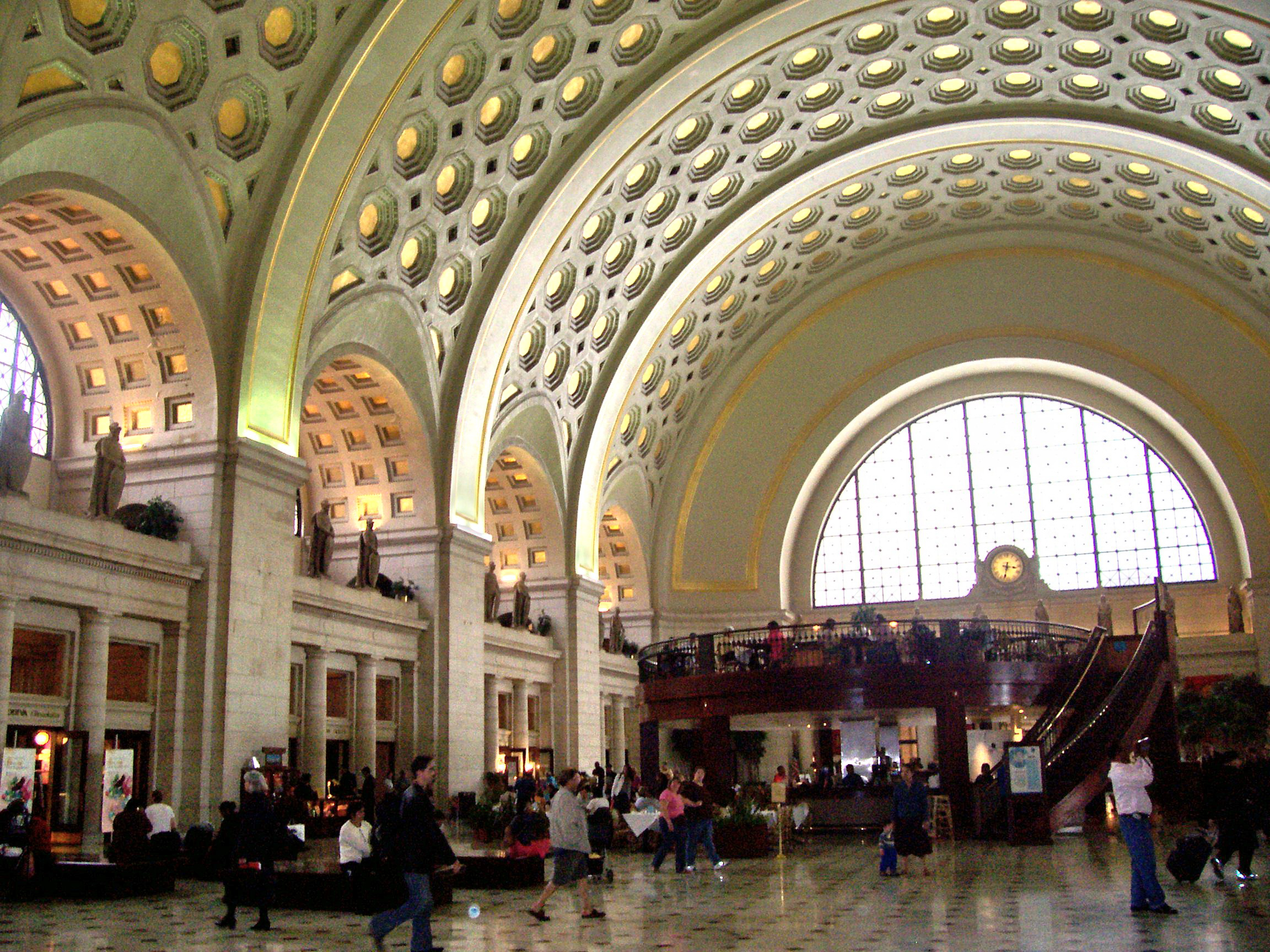
Interior da Union Station de Washington, a segunda estação mais movimentada do país.

As rotas da Amtrak são compostas tanto por serviços de alta frequência, direcionados ao fluxo pendular, como ocorre no Corredor Nordeste e na Califórnia, quanto por serviços eminentemente turísticos, com apenas um trem diário ou, em alguns casos, apenas três trens semanais.
Os serviços mais utilizados, bem como os de maior frequência, ocorrem em duas regiões específicas:
1. Northeast Corridor, primariamente servido pelas linhas Northeast Regional e Acela Express, as quais servem a megalópole de BosWash. Nesta região encontram-se as cidades com estações mais movimentadas em termos de embarques e desembarques: Nova Iorque, Washington e Philadelphia. Em 2011, foram transportados 10 899 889 passageiros na seção Boston - Nova York - Washington do Corredor Nordeste. A Amtrak possui ainda, nesse Corredor, uma participação majoritária em percursos que foram outrora dominados pelos transportes aéreos.
2. Califórnia, primariamente servido pelas linhas Capitol Corridor, Pacific Surfliner e San Joaquin, as quais somaram 5,5 milhões de passageiros anuais em 2011, totalizando mais de um sexto do total transportado pela Amtrak. Três das dez estações mais movimentadas da rede Amtrak situam-se nesse estado: Los Angeles, Sacramento e San Diego.
Também merece destaque a cidade de Chicago, de cuja Union Station partem 16 das 44 rotas em operação, ou seja, mais de um terço do total. Essa estação é a quarta mais movimentada da rede Amtrak.
| Denominação                                            | Rota                                                                                                   |
| ------------------------------------------------------ | --- |
| Acela Express                                          | Boston – Washington, D.C.                                                                              |
| Adirondack (Internacional)                             | Montreal – Nova Iorque                                                                                 |
| Amtrak Cascades (Internacional)                        | Vancouver – Eugene (via Portland e Seattle)                                                            |
| Auto Train (transporte de passageiros e seus veículos) | Lorton (região metropolitana de Washington, D.C.) - Sanford (região metropolitana de Orlando, Florida) |
| Blue Water                                             | Chicago – Port Huron                                                                                   |
| California Zephyr                                      | Chicago – Emeryville (San Francisco)                                                                   |
| Capitol Corridor                                       | Auburn – Sacramento – San Jose (via Oakland)                                                           |
| Capitol Limited                                        | Chicago – Washington, D.C. (via Cleveland e Pittsburgh)                                                |
| Cardinal                                               | Chicago – Nova Iorque (via Indianapolis/Cincinnati/D.C.)                                               |
| Carl Sandburg                                          | Chicago – Quincy                                                                                       |
| Carolinian                                             | New York – Raleigh – Greensboro – Charlotte                                                            |
| City of New Orleans                                    | Chicago – Nova Orleães                                                                                 |
| Coast Starlight                                        | Seattle – Los Angeles (via Sacramento e Oakland)                                                       |
| Crescent                                               | New York – New Orleans (via Atlanta)                                                                   |
| Downeaster                                             | Portland – Boston                                                                                      |
| Empire Builder                                         | Chicago – Portland/Seattle (via Spokane)                                                               |
| Empire Service                                         | New York – Niagara Falls (via Albany)                                                                  |
| Ethan Allen Express                                    | New York – Rutland (via Albany)                                                                        |
| Heartland Flyer                                        | Oklahoma City – Fort Worth                                                                             |
| Hiawatha                                               | Chicago – Milwaukee                                                                                    |
| Hoosier State                                          | Chicago – Indianapolis                                                                                 |
| Illini                                                 | Chicago – Carbondale                                                                                   |
| Illinois Zephyr                                        | Chicago – Quincy                                                                                       |
| Keystone Service                                       | Nova Iorque – Harrisburg (via Philadelphia)                                                            |
| Lake Shore Limited                                     | Nova Iorque / Boston – Chicago (via Albany)                                                            |
| Lincoln Service                                        | Chicago – St. Louis                                                                                    |
| Maple Leaf (Internacional)                             | Nova Iorque – Toronto                                                                                  |
| Missouri River Runner                                  | St. Louis – Kansas City                                                                                |
| New Haven–Springfield Shuttle                          | New Haven – Springfield                                                                                |
| Northeast Regional                                     | Boston/Springfield – Nova Iorque – Washington, DC – Newport News/Lynchburg                             |
| Pacific Surfliner                                      | San Luis Obispo – Los Angeles – San Diego                                                              |
| Palmetto                                               | Nova Iorque – Savannah                                                                                 |
| Pennsylvanian                                          | Nova Iorque – Pittsburgh (via Newark, Philadelphia, Harrisburg e Altoona)                              |
| Pere Marquette                                         | Grand Rapids – Chicago                                                                                 |
| Piedmont                                               | Charlotte – Raleigh                                                                                    |
| Saluki                                                 | Chicago – Carbondale                                                                                   |
| San Joaquin                                            | Bakersfield – Oakland / Sacramento                                                                     |
| Silver Meteor                                          | Nova Iorque – Fayetteville – Miami                                                                     |
| Silver Star                                            | Nova Iorque – Raleigh – Tampa – Miami                                                                  |
| Southwest Chief                                        | Chicago – Los Angeles                                                                                  |
| Sunset Limited                                         | Los Angeles – Nova Orleães                                                                             |
| Texas Eagle                                            | Chicago – Los Angeles (via San Antonio e Dallas)                                                       |
| Vermonter                                              | Washington – St. Albans                                                                                |
| Wolverine                                              | Chicago – Detroit – Pontiac                                                                            |

### Rotas de Interesse Turístico
Algumas rotas operadas pela Amtrak são consideradas de interesse turístico. Dentre elas, Ethan Allen Express, California Zephyr e Southwest Chief são listadas pela National Geographic dentre as 10 melhores viagens de trem pela América do Norte. A rota Coast Starlight é incluída pelo periódico britânico The Independent dentre as 50 melhores viagens de trem do mundo, além de ser citada pela Lonely Planet como a segunda mais bela viagem de trem dos Estados Unidos, superada apenas pela rota California Zephyr. Dentre outras rotas citadas pela Lonely Planet figuram Empire Builder, Vermonter e City of New Orleans.
Os serviços de interesse turístico são programados de modo a percorrer durante o período diurno as regiões notáveis do percurso, tais como as Montanhas Rochosas no caso da rota California Zephyr, além de contarem com palestras de guias dos Parques Nacionais durante o percurso, bem como com vagões panorâmicos.

## Alcance Territorial
Apesar das longas distâncias percorridas por rotas como California Zephyr - entre Chicago e a região metropolitana de São Francisco - e Coast Starlight - entre Seattle e Los Angeles, há grandes áreas do país sem qualquer serviço, incluindo-se metrópoles como Phoenix, Nashville, Columbus e Las Vegas. No caso de Las Vegas, a cidade chegou a ser atendida pelo Desert Wind (Chicago-Salt Lake City-Los Angeles), cuja estação ficava nos fundos do Plaza Hotel (onde também se localiza, atualmente, o terminal rodoviário da Greyhound); o trem parou de rodar em 1997 e, apesar do fim do serviço ferroviário, a Amtrak ainda oferece serviço de ônibus alimentador à "capital do jogo".
Os estados do Havaí e do Alasca, geograficamente isolados dos demais 48 estados americanos, não possuem qualquer serviço. Dentre os 48 estados, apenas Dakota do Sul e Wyoming não são servidos pela Amtrak. Note-se, no entanto, que estes são, respectivamente, o 4º e o 1º menos populosos e menos povoados dentre os 48 dos Estados Unidos Continentais.
Atualmente não há serviços transcontinentais, ou seja, que cortem os Estados Unidos de leste a oeste, ligando suas costas Atlântica e Pacífica. No entanto, num período compreendido entre 1993 e 2005, a linha Sunset Limited ligou as cidades de Miami e Los Angeles sem necessidade de quaisquer conexões, num serviço efetivamente transcontinental. Como consequência de danos causados a trechos da ferrovia entre Nova Orleães e Miami pelo furacão Katrina, para além de justificativas econômicas e até mesmo políticas, esse serviço limita-se, desde 2005, ao trecho entre Los Angeles, na costa Pacífica e Nova Orleães, no Golfo do México. Hoje, uma viagem ferroviária de costa a costa depende de uma conexão, usualmente na cidade de Chicago, já que esta apresenta-se como o grande ponto nodal das linhas de passageiros operadas pela Amtrak, servindo como terminal das linhas que partem tanto da costa Atlântica quanto da Pacífica. Tal fato, no entanto, é alvo de críticas, já que representaria um afunilamento inconveniente da rede.

## Infra-estrutura própria
Apesar de seus trens correrem, em grande parte, sob direito de passagem das ferrovias particulares e compartilhando trilhos com comboios cargueiros, a Amtrak possui alguns trechos ferroviários de sua propriedade, a saber:
- Northeast Corridor, entre Boston e New York, com alguns poucos trechos pertencentes também ao Departamento de Transporte de Connecticut e ao Estado de Massachusetts
- Keystone Corridor, entre Philadelphia e Harrisburg (trecho com eletrificação)
- Empire Corridor, entre as cidades de New York e Hoffmans (Estado de New York)
- Ramal entre as cidades de New Haven e Springfield (Massachusetts)
- Trecho ferroviário entre as cidades de Porter (Indiana) e Kalamazoo (Michigan)
- Ramal ferroviário de interligação em Rensselaer (New York)

A estatal ainda possui pátios e estações próprias em Chicago, New York (Penn Station), Nova Orleães, Oakland, Orlando, Portland, Saint Paul, Seattle e Washington, DC, além de estações e paradas em várias outras cidades dos Estados Unidos.
Atualmente, a Amtrak é a única empresa ferroviária de Classe I a manter locomotivas elétricas em operação nos Estados Unidos, no Northeast Corridor e Keystone Corridor, ambos eletrificados no início do Século XX pela extinta Pennsylvania Railroad. Seu parque de locomotivas elétricas é formado por 54 modelos AEM-7 montados pela EMD e ASEA (apelidadas pelos funcionários de Toasters/Tostadeiras, Swedish Meatball e Mighty Mouse/Super Mouse), 15 modelos Bombardier/Alstom HHP-8 (chamadas de Bananas) e 40 automotoras elétricas pendulares Acela Express. Atualmente, a empresa está prestes a receber as primeiras das 70 locomotivas Siemens Cities Sprinters encomendadas para substituírem as antigas AEM-7.
A Amtrak também trabalha num projeto de requalificação do Northeast Corridor para a operação de trens de alta velocidade dentro de 30 anos, denominado NextGen HSR. Espera-se que, em 2040, as viagens entre Boston, New York e Washington sejam feitas em vias completamente renovadas e uma frota de 46 comboios a 354 km/h de velocidade máxima (60,9% a mais que o Acela Express).

## Conexões Intermodais
Conexões entre os trens da Amtrak e outros meios de transporte são disponibilizadas em muitas estações. Além de conexões com o transporte público urbano local, a Amtrak opera um serviço de ônibus interurbanos denominado Thruway Motorcoach, destinado a servir passageiros de localidades sem serviços ferroviários, de modo a conduzi-los à estação ferroviária mais próxima, possibilitando assim conexões com os trens.
Em alguns casos, esses ônibus são operados pela própria Amtrak, enquanto em outros são parcerias com outras empresas de ônibus, regulares ou charter. Entre as operadoras, está a Greyhound, que também possui suas agências em várias estações da estatal.
Esses serviços também são disponibilizados em substituição aos serviços ferroviários quando estes estão temporariamente indisponíveis.
A empresa também opera em code-share com a United Airlines, oferecendo o percurso entre o Aeroporto Internacional de Newark e as cidades de Filadélfia, Wilmington, Stamford e New Haven. Além da estação em Newark, a Amtrak possui estações nos aeroportos de Milwaukee, Oakland, Burbank e Baltimore.

## Pontualidade
As operações ferroviárias de carga devem, por força de lei federal dos Estados Unidos, dar preferência aos trens de passageiros da Amtrak. No entanto, algumas empresas ferroviárias de carga têm sido acusadas de desrespeitar essa legislação, causando assim atrasos nos serviços de passageiros, forçados por aguardar uma hora ou mais em desvios por conta de comboios de carga. As práticas das empresas ferroviárias de carga nesse sentido foram investigadas em 2008 e essa investigação resultou em leis mais rígidas que se mostraram eficazes. Assim, o desempenho da Amtrak em termos de pontualidade cresceu de 74,7% no ano de 2008 para 84,7% em 2009, sendo que as rotas de longa distância, bem como aquelas fora do Corredor Nordeste tiveram as melhoras mais significativas. Como exemplo, a rota Missouri River Runner, que tinha em 2008 apenas 11% dos comboios operando pontualmente, passou a ter 95% de operações pontuais em 2009. A rota Texas Eagle, por sua vez, evoluiu de 22,4% em 2008 para 96,7% em 2009, enquanto o California Zephyr, de 5% para 78,3%. O bom desempenho dos comboios da Amtrak, no entanto, teve como consequência uma redução no volume da carga transportada poela via ferroviária, tendo apresentado, em 2009, o menor volume desde 1988.

## Acidentes
- Em 4 de janeiro de 1987 um comboio Amtrak na rota Colonial, hoje operada como parte do Northeast Regional, colidiu com um conjunto de locomotivas da empresa Conrail nas proximidades de Baltimore, Maryland. O acidente resultou em 175 feridos e 16 mortos. Foi, à época, o acidente com maior número de fatalidades da história da empresa.[24]
- Em 22 de setembro de 1993 um acidente de um comboio Amtrak na rota Sunset limited descarrilhou sobre uma ponte nos arredores de Mobile, Alabama, logo após a colisão de uma barca contra essa ponte. O comboio acabou por naufragar, num acidente que causou a morte de 47 pessoas, para além de 103 feridos. É até hoje o acidente com maior número de mortos na história da empresa.[25]
- Em 15 de março de 1999 um comboio Amtrak na rota City of New Orleans colidiu com um caminhão que cruzara indevidamente os trilhos em uma passagem de nível na cidade de Bourbonnais, Illinois. O acidente causou a morte de 11 pessoas, para além de 122 feridos.[26]